# Eudokia Bajana
Eudokia Bajana (zm. 12 kwietnia 901) – cesarzowa bizantyńska 900-901.

## Życiorys
Pochodziła z Frygii. W 900 roku została trzecią żoną Leona VI Filozofa. Ze względu na prawo kościoła bizantyńskiego małżeństwo zostało przyjęte nieprzychylnie. Do jego uznania przyczyniło się papiestwo (przepisy na Zachodzie pozwalały na zawarcie trzeciego związku małżeńskiego). Eudokia zmarła wraz z synem Bazylim podczas porodu. 